# Piero Antonio Bonnet
Piero Antonio Bonnet (* 2. August 1940 in Comacchio; † 18. Februar 2018 in Rom) war ein italienischer Rechtswissenschaftler.

## Leben
Von 1947 bis 1953 studierte er am Nobile Collegio Mondragone der Jesuiten in Frascati.
Nachdem er die Fakultät für Rechtswissenschaften an der Universität von Modena unterrichtet hatte, übernahm er wichtige Aufgaben an der Universität Teramo, wo er unter anderem Präsident der Fakultät für Rechtswissenschaft und Prorektor war, sowie Mitglied des akademischen Senats. Er unterrichtete auch an der Päpstlichen Lateranuniversität und der Päpstlichen Gregorianischen Universität.
Am 20. Mai 2009 wurde er von Papst Benedikt XVI. zum iudex unicus des Staates Vatikanstadt ernannt und ersetzte den verstorbenen Gianluigi Marrone.

## Schriften (Auswahl)
- Il giudizio di nullitá matrimoniale nei casi speciali. Rom 1979, OCLC 859635810.
- Introduzione al consenso matrimoniale canonico. Mailand 1985, ISBN 88-14-00520-6.
- Diritto matrimoniale canonico. Vatikanstadt 2002, ISBN 8820971704.
- Diritto matrimoniale canonico. Il consenso. Vatikanstadt 2003, ISBN 8820974053.